# Hosokawa Mitsunao
Hosokawa Mitsunao (细川光尚 (Tế Xuyên Quang Thượng) 26 tháng 10, 1619 - 28 tháng 1, 1650) là một đại danh vào thời kì Edo của lịch sử Nhật Bản. Ông là người đã tham gia vào cuộc đàn áp cuộc nổi loạn Shimabara do những người nông dân theo đạo Thiên Chúa giáo Nhật Bản phát động.

## Tiểu sử
Mitsunao sinh năm 1619, ông là con trai cả của Hosokawa Tadatoshi một lãnh chúa. Vào năm 1637, ông gia nhập đội quân của cha ông trong các chiến dịch bình định các cuộc nổi loạn Shimabara, và ông đã chiến đấu dũng cảm lập nhiều công lao. Sau thành công của cha mình trong năm 1641, ông được kế thừa chức vụ của cha và trở thành đại danh của miền Kumamoto.
Mitsunao sau đó tham gia đàn áp các cuộc nổi dậy của gia đình Abe vào năm 1642 và nổi danh từ đó, và việc này được hư cấu hóa trong các tác phẩm của nhà văn Mori Ōgai.

## Trong truyện tranh
Trong lĩnh vực truyện tranh, ông còn là hình tượng để hư cấu nên một nhân vật trong bộ truyện tranh Amakusa 1637 (tiếng Anh: Summer Moon, tiếng Việt: Anh thư nữ kiệt), theo đó ông là Hosokawa Mitsutoshi (tên tiếng Việt là Lưu Tuấn Khải) con cả của Hosokawa Tadatoshi và là thành chủ của Kumahoto-han. Trong truyện ông được miêu tả là một chàng thanh niên trẻ trung, dù thân mang trọng trách nhưng vẫn dám giả trang đi vào xem xét tình hình ở vùng chiến sự.